# San Miguel Panán
San Miguel Panán («San Miguel»: en honor a su santo patrono Miguel Arcángel; «Panán»: se deriva de la palabra «Ponond» que quiere decir «río que truena cuando está crecido») es un municipio del departamento de Suchitepéquez de la región sur-occidente de la República de Guatemala.
El municipio fue fundado en 1902 luego de la erupción del Volcán Santa María aprovechando terrenos que hasta entonces habían sido tierras comunales de los indígenas de la localidad; y hasta 1920 fue llamado «Municipio Estrada Cabrera», hasta que el nombre fue cambiado por decreto del presidente designado Carlos Herrera y Luna tras el derrocamiento del presidente Manuel Estrada Cabrera el 14 de abril de 1920, luego de veintidós años de gobierno.

## Toponimia
Muchos de los nombres de los municipios y poblados de Guatemala constan de dos partes: el nombre del santo católico que se venera el día en que fueron fundados y una descripción con raíz náhuatl; esto se debe a que las tropas que invadieron la región en la década de 1520 al mando de Pedro de Alvarado estaban compuestas por soldados españoles y por indígenas tlaxcaltecas y cholultecas.
Con respecto a por qué el santo patrón del poblado es el Arcángel Miguel, se cuenta esta leyenda: dos hombres de Santa Catarina Ixtahuacán en Sololá vieron una imagen de San Miguel Arcángel y decidieron llevársela imagen a su poblado, en donde hicieron una gran galería y le rindieron homenaje por muchos días; entonces, unos pobladores de Nahualá robaron la imagen, dejando todas sus pertenencias para poder robársela y huyeron lo más lejos que pudieron. Los ladrones finalmente se instalaron en un lugar muy cercano al río Panán, dando origen al poblado.
En relación con el topónimo «Panán», este se deriva del nombre del río del mismo nombre, cuyo nombre a su vez proviene de palabra «Ponond» (español: «río que truena cuando está crecido»).

## Demografía
El municipio tiene una población aproximada de 11 810 habitantes según el censo de población del año 2018 con una densidad de 295 personas por kilómetro cuadrado. Existe una población superior de indígenas con un porcentaje de 76 % y el 18 % es de población ladina.

## Geografía física
El municipio de San Miguel Panán tiene una extensión territorial de 40 km².

### Clima
La cabecera municipal de San Miguel Panán tiene clima tropical  (Clasificación de Köppen: Am):
| Parámetros climáticos promedio de San Miguel Panán | Parámetros climáticos promedio de San Miguel Panán | Parámetros climáticos promedio de San Miguel Panán | Parámetros climáticos promedio de San Miguel Panán | Parámetros climáticos promedio de San Miguel Panán | Parámetros climáticos promedio de San Miguel Panán | Parámetros climáticos promedio de San Miguel Panán | Parámetros climáticos promedio de San Miguel Panán | Parámetros climáticos promedio de San Miguel Panán | Parámetros climáticos promedio de San Miguel Panán | Parámetros climáticos promedio de San Miguel Panán | Parámetros climáticos promedio de San Miguel Panán | Parámetros climáticos promedio de San Miguel Panán | Parámetros climáticos promedio de San Miguel Panán |
| Mes                                                | Ene.                                               | Feb.                                               | Mar.                                               | Abr.                                               | May.                                               | Jun.                                               | Jul.                                               | Ago.                                               | Sep.                                               | Oct.                                               | Nov.                                               | Dic.                                               | Anual                                              |
| -------------------------------------------------- | -------------------------------------------------- | -------------------------------------------------- | -------------------------------------------------- | -------------------------------------------------- | -------------------------------------------------- | -------------------------------------------------- | -------------------------------------------------- | -------------------------------------------------- | -------------------------------------------------- | -------------------------------------------------- | -------------------------------------------------- | -------------------------------------------------- | -------------------------------------------------- |
| Temp. máx. media (°C)                              | 32.7                                               | 33.2                                               | 34.1                                               | 34.1                                               | 33.5                                               | 32.5                                               | 32.3                                               | 32.4                                               | 31.5                                               | 31.6                                               | 31.7                                               | 31.9                                               | 32.6                                               |
| Temp. media (°C)                                   | 26                                                 | 26.3                                               | 27.4                                               | 27.9                                               | 27.9                                               | 27.4                                               | 27.1                                               | 27.2                                               | 26.6                                               | 26.5                                               | 26.2                                               | 25.8                                               | 26.9                                               |
| Temp. mín. media (°C)                              | 19.3                                               | 19.5                                               | 20.8                                               | 21.8                                               | 22.4                                               | 22.3                                               | 22                                                 | 22                                                 | 21.7                                               | 21.5                                               | 20.8                                               | 19.7                                               | 21.2                                               |
| Precipitación total (mm)                           | 8                                                  | 15                                                 | 42                                                 | 121                                                | 319                                                | 501                                                | 407                                                | 432                                                | 548                                                | 540                                                | 121                                                | 18                                                 | 3072                                               |
| Fuente: Climate-Data.org                           |                                                    |                                                    |                                                    |                                                    |                                                    |                                                    |                                                    |                                                    |                                                    |                                                    |                                                    |                                                    |                                                    |

### Ubicación geográfica
El municipio se encuentra a una distancia de 19 km de la cabecera departamental Mazatenango en el departamento de Suchitepéquez; está completamente rodeado por municipios del departamento de Suchitepéquez; sus colindancias son:
- Norte y este: Chicacao
- Oeste: San Antonio Suchitepéquez
- Sur: Chicacao y San José El Ídolo[9]

|                                  | Norte: Chicacao                   |                |
| Oeste: San Antonio Suchitepéquez |                                   | Este: Chicacao |
|                                  | Sur: Chicacao y San José El Ídolo |                |

## Gobierno municipal
Los municipios se encuentran regulados en diversas leyes de la República, que establecen su forma de organización, lo relativo a la conformación de sus órganos administrativos y los tributos destinados para los mismos.  Aunque se trata de entidades autónomas, se encuentran sujetos a la legislación nacional y las principales leyes que los rigen desde 1985 son:
| N.º | Ley                                                | Descripción |
| --- | -------------------------------------------------- | --- |
| 1   | Constitución Política de la República de Guatemala | Tiene una regulación legal específica para los municipios en los artículos 253 al 262. |
| 2   | Ley Electoral y de Partidos Políticos              | Ley de carácter constitucional aplicable a los municipios en el tema de la conformación de sus autoridades electas. |
| 3   | Código Municipal                                   | Decreto 12-2002 del Congreso de la República de Guatemala. Tiene la categoría de ley ordinaria y contiene preceptos generales aplicables a todos los municipios, e inclusive contiene legislación referente a la creación de los municipios.             |
| 4   | Ley de Servicio Municipal                          | Decreto 1-87 del Congreso de la República de Guatemala. Regula las relaciones entra la municipalidad y los servidores públicos en materia laboral. Tiene su base constitucional en el artículo 262 de la constitución que ordena la emisión de la misma. |
| 5   | Ley General de Descentralización                   | Decreto 14-2002 del Congreso de la República de Guatemala. Regula el deber constitucional del Estado, y por ende del municipio, de promover y aplicar la descentralización y desconcentración económica y administrativa.                                |

El gobierno de los municipios está a cargo de un Concejo Municipal mientras que el código municipal —ley ordinaria que contiene disposiciones que se aplican a todos los municipios— establece que «el concejo municipal es el órgano colegiado superior de deliberación y de decisión de los asuntos municipales […] y tiene su sede en la circunscripción de la cabecera municipal»; el artículo 33 del mencionado código establece que «[le] corresponde con exclusividad al concejo municipal el ejercicio del gobierno del municipio».
El concejo municipal se integra con el alcalde, los síndicos y concejales, electos directamente por sufragio universal y secreto para un período de cuatro años, pudiendo ser reelectos.
Existen también las Alcaldías Auxiliares, los Comités Comunitarios de Desarrollo (COCODE), el Comité Municipal del Desarrollo (COMUDE), las asociaciones culturales y las comisiones de trabajo. Los alcaldes auxiliares son elegidos por las comunidades de acuerdo a sus principios y tradiciones, y se reúnen con el alcalde municipal el primer domingo de cada mes, mientras que los Comités Comunitarios de Desarrollo y el Comité Municipal de Desarrollo organizan y facilitan la participación de las comunidades priorizando necesidades y problemas.
Los alcaldes que ha habido en el municipio son:
- 2012-2016: Marcos Méndez[11]

## Historia
Los primeros pobladores procedían de la región que ocupa el moderno municipio de Nahualá; el poblado fue fundado como aldea de San Antonio Suchitepéquez entre el 13 de febrero de 1865 cuando se empezó a establecer los límites territoriales del municipio en su área urbana y terminó el 31 de marzo del mismo año.[cita requerida]

### Erupción del volcán Santa María

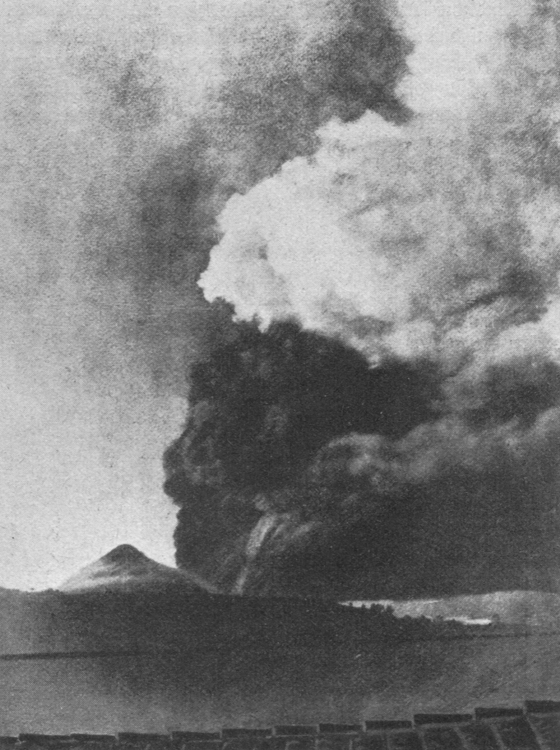
Erupción del volcán Santa María el 24 de octubre de 1902.

El despertar del volcán fue indicado por un enjambre sísmico en la región que comenzó en enero de 1902 y un fuerte terremoto que destruyó la ciudad de Quetzaltenango y sus alrededores el 18 de abril de 1902. La erupción comenzó el 24 de octubre, y las explosiones más grandes ocurrieron durante los siguientes dos días.  La pumita formada en la erupción culminante cayó sobre un área de aproximadamente 273.000 km² y la erupción arrancó gran parte del flanco sudoeste del volcán, dejando un cráter de aproximadamente 1 km de diámetro y unos 300 m de profundidad. Al menos cinco mil personas murieron como resultado de la propia erupción, y un brote posterior de malaria mató muchos más.
En la ciudad de Guatemala el Presidente Manuel Estrada Cabrera y su gabinete estaban ocupados en la organización de los festejos de Minerva y su respuesta ante la catástrofe fue disminuirla y en el peor del caso, tratar de silenciarla evitando que los medios de prensa divulgaran las dimensiones de la catástrofe en la región occidental del país.  Es más, la respuesta oficial del gobierno central ante las autoridades quezaltecas fue de declarar no disponibilidad de fondos públicos, ya que recientemente se habían empleado en la ayuda para esa misma ciudad, para los damnificados por los terremotos del mes de abril, por lo cual era imposible atender a la petición. De hecho, en la Recopilación de Leyes de la República de Guatemala de 1902-03 solamente aparece este decreto referente a la erupción:
| Se crea una «Procuraduría General de Auxilios para la Agricultura» Palacio del Poder Ejecutivo: Guatemala, 12 de noviembre de 1902 En el deseo de prestar toda clase de auxilios a los agricultores que, con motivo de los últimos fenómenos volcánicos, han venido tropezando con dificultades; y teniendo el Jefe del Ejecutivo decidió empeño en aliviar éstas y prestar todo apoyo para la recolección de los frutos, El Presidente Constituciopnal de la República, en uso de las amplias facultades de que está investido, Acuerda: 1. Crear una oficina, con residencia en Quetzaltenango, bajo la denominación de «Proveeduría General de Auxilios para la Agricultura» [...] 2. Nombrar para Jefe de oficina, al Coronel don Marcos R. Calderón, quien prudencialmente repartirá los auxilios, quedando, a la vez, autorizado para elegir y nombrar al Secretario y a los dos Auxiliares. 3. Los Jefes Políticos de los Departamentos de Occidentes, atenderán las comunicaciones que reciban del expresado Jefe de Oficina, para que ésta llene debidamente su cometido. 4. Quedan exceptuados de toda contribución directa los mozos que, en virtud de esta disposición, presten sus servicios a los agricultores. 5. El Ministerio de Fomento queda encargado de dicgar las providencias conducentes al exacto cumplimiento de este acuerdo. Comuníquese. —Estrada Cabrera Ministro de Fomento: José Flamenco Recopilación de las Leyes de la República de Guatemala, 1902-1903 |

La población fue afectada en distintas formas: para los indígenas la situación fue verdaderamente catastrófica, ya que no solamente perdieron parientes y amigos, sus casas y cosechas, sino que además fueron obligados a trabajar en las labores de reconstrucción. Por su parte, los terratenientes vieron la oportunidad de resarcirse de los daños obteniendo otras tierras y así lo solicitaron al presidente Estrada Cabrera, quien les dio terrenos en San Miguel Uspantán en el Quiché y en Panam en Suchitepéquez y Sololá, las que hasta entonces habían sido tierras comunitarias de los indígenas de la región.  Así pues, el municipio fue categorizado como tal separándose del municipio de San Antonio Suchitepéquez y fue establecido con el nombre de «Municipio Estrada Cabrera».